# Toby the Pup
Toby the Pup è un personaggio immaginario dell'animazione creato da Sid Marcus, Dick Huemer e Arthur Davis, protagonista di dodici cortometraggi prodotti da Charles Mintz per la RKO Radio Pictures e distribuiti tra il 1930 e il 1931.

## Storia
Nel 1930 Charles Mintz, mentre produceva la serie di Krazy Kat per la Columbia Pictures, decise di creare una serie aggiuntiva da far distribuire alla RKO Radio Pictures. Assunse due animatori Fleischer, Dick Huemer e Sid Marcus, e li assegnò a lavorare con Arthur Davis per creare una nuova serie. Marcus, che aveva lavorato per lo studio Mintz quando ancora si trovava a New York, ideò Toby the Pup come un personaggio molto simile a Bimbo della Fleischer, sia nella personalità sia nel design. Nonostante il successo della serie, essa si concluse dopo soli dodici film, molto probabilmente a causa dei legami della RKO con la Van Beuren Studios. Tuttavia, nel momento in cui la serie si era conclusa, Mintz stava già negoziando con la Columbia per puntare su una seconda serie di cartoni animati diretti ancora una volta da Huemer, Marcus e Davis con protagonista Scrappy.
Quattro corti su dodici sono tuttora irreperibili. Una copia di Toby al circo equestre è presente negli archivi della UCLA, mentre una copia muta ma pressoché completa di Toby al varietà è stata ritrovata nel 2010 e ricostruita dallo storico David Gerstein. Diversi corti sopravvissuti sono stati pubblicati in Blu-ray Disc in America del Nord nel 2016 dalla Inkwell Images, corredati da commenti audio dell'animatore e storico Mark Kausler e da un documentario su Dick Huemer narrato dal figlio.

## Filmografia

### 1930
| Titolo italiano        | Titolo originale | Data di uscita    | Note    |
| ---------------------- | ---------------- | ----------------- | ------- |
| Toby al museo          | The Museum       | 19 agosto 1930    |         |
| Toby violinista        | The Fiddler      | 1º settembre 1930 |         |
| Toby minatore          | The Miner        | 1º ottobre 1930   | Perduto |
| Toby al varietà        | Toby the Showman | 22 novembre 1930  |         |
| Toby e la serra magica | The Bug House    | 7 dicembre 1930   | Perduto |

### 1931
| Titolo italiano               | Titolo originale | Data di uscita   | Note    |
| ----------------------------- | ---------------- | ---------------- | ------- |
| Toby al circo equestre        | Circus Time      | 25 gennaio 1931  |         |
| Toby lattaio                  | The Milkman      | 25 febbraio 1931 |         |
| Toby alle corse               | The Brown Derby  | 22 marzo 1931    |         |
| Toby all'equatore             | Down South       | 15 aprile 1931   |         |
| Toby nell'antro delle streghe | Halloween        | 1º maggio 1931   |         |
| Toby aeroplano della morte    | Aces Up          | 16 maggio 1931   | Perduto |
| Toby rumba rumba              | The Bull Thrower | 7 giugno 1931    | Perduto |